# Maike Schaunig
Maike Schaunig née le 13 mars 1996, est une joueuse de hockey sur gazon allemande. Elle évolue au poste de défenseure au Uhlenhorst Mülheim et avec l'équipe nationale allemande.
Elle a participé à la Coupe du monde 2018 et aux Jeux olympiques d'été de 2020.

## Carrière

### Coupe du monde
- Top 8 : 2018

### Championnat d'Europe
- : 2021

### Jeux olympiques
- Top 8 : 2020